# Тричі про кохання
«Тричі про кохання» (рос. «Трижды о любви») — російський радянський повнометражний кольоровий художній фільм, поставлений на Кіностудії «Ленфільм» в 1981 році режисером Віктором Трегубовичем. 
Прем'єрний показ фільму відбувся у серпні 1981 року.

## Зміст
Віктор Лобанов працював у своєму селищі шофером, а потім пішов в армію. Він веселий, але його пустощів поменшало, коли він повернувся і виявив, що кохана пошлюбила іншого. Віктор намагається знайти нові стосунки і почуття, коли починає упадати за Оленою, одруженою жінкою з дитиною. А за ним починає бігати ще зовсім молода дівчина Віра.

## Ролі
- Сергій Проханов — Василь Лобанов
- Марина Трегубович — Вєрка, донька Анісімича
- Марина Левтова — Олена Іванівна, бібліотекарка
- Надія Шумилова — Нюрка, наречена, що не дочекалася Василя
- Валентина Ковель — Анна Макарівна Лобанова, мати Василя
- Олексій Миронов — Федір Лобанов, батько Василя
- Олена Облеухова — Тоня, дружина Пашки
- Олексій Жарков — Пашка, друг Василя
- Іван Агафонов — Анісімич

## В епізодах
- Людмила Ксенофонтова — баба Клава
- О. Куцинкова
- Микола Лавров — Віталій Макарович, даішник, племінник Лобанових
- Грачья Мекінян — Вадим Григорович, головний інженер
- С. Моісеєнко
- К. Островських
- Віктор Проскурін — Саша, чоловік бібліотекарки Олени Іванівни (роль озвучив — Ігор Єфімов)
- Сергій Сидоров
- Микола Ситін — Микола Олександрович
- В. Шандро
- Олена Мельникова — Таня, продавчиня універсаму (немає в титрах)

## Знімальна група
- Автор сценарію - Будимир Метальников
- Режисер-постановник - Віктор Трегубович
- Оператор-постановник - Микола Покопцев
- Художник-постановник - Грачья Мекінян
- Композитор - Георгій Портнов
- Звукооператорка - Наталія Левітіна
- Редакторка - Світлана Пономаренко
- Режисер - Ігор Москвітин
- Оператори - В. Тупіцин, В. Федоров
- Монтажерка - Маргарита Шадріна
- Гримерка - Т. Павлова
- Художниця по костюмах - Н. Доброва
- Декораторка - Тамара Полянська
- Фотограф - В. Вігдерман
- Майстер світла - Л. Петров
- Естрадно-симфонічний оркестр Ленінградського радіо і телебачення
Диригент - Станіслав Горковенко
- Асистенти:
режисера - І. Тимофієва, О. Андрієв, І. Марішіна
оператора - С. Сидоров
звукооператора - А. Травін
монтажера - Т. Бистрова
- Адміністративна група - Віктор Усов, З. Шкода, Г. Мауткін, А. Чичерін
- Директор картини - Петро Орлов